# Taiwania

Taiwania, avec la seule espèce vivante Taiwania cryptomerioides, est un grand conifère de la famille des cyprès Cupressaceae.

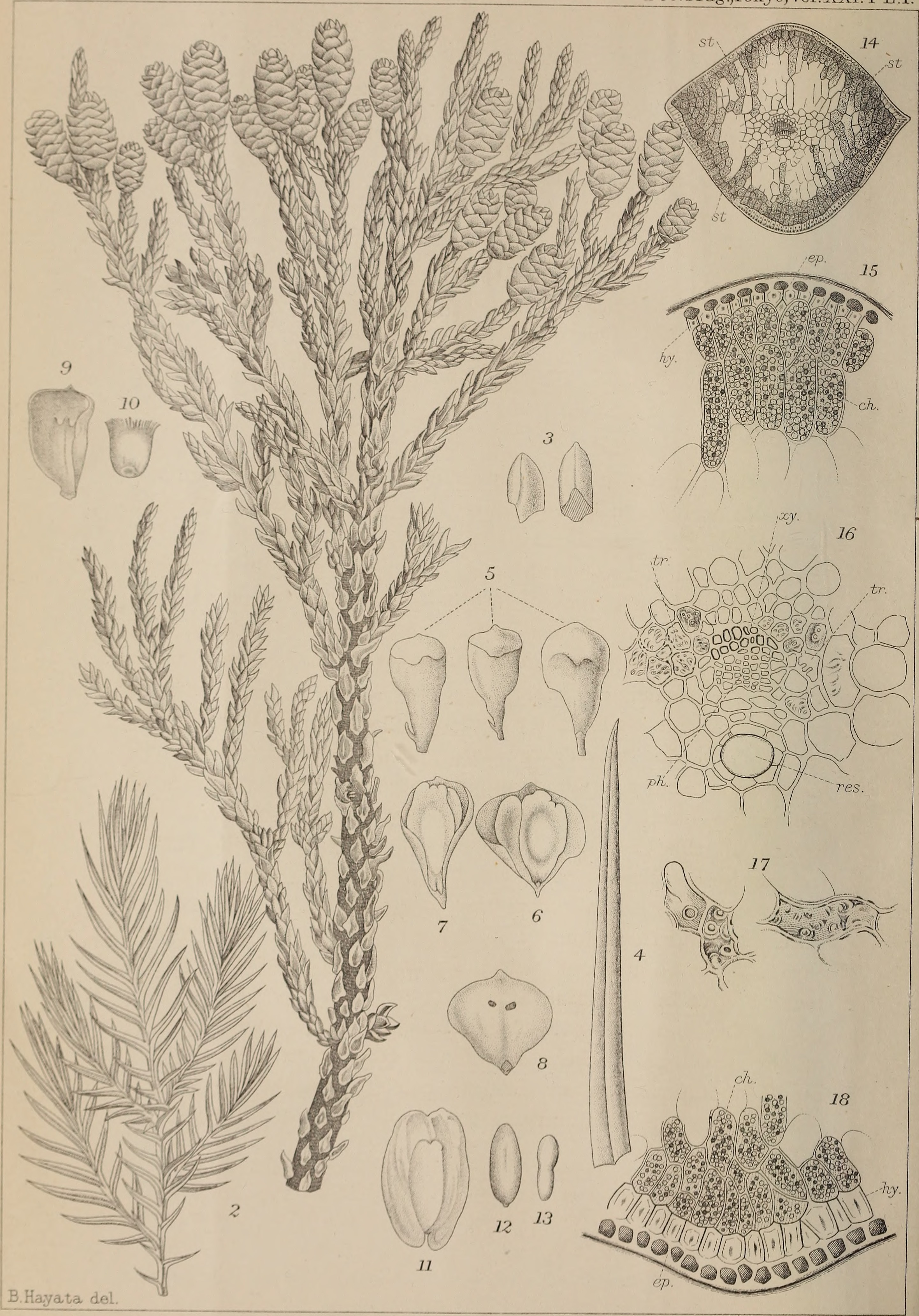
Taiwania cryptomerioides dans la revue botanique Shokubutsugaku zasshi (1907).

## Morphologie
C'est l'une des plus grandes espèces d'arbres d'Asie. Sa hauteur peut atteindre 90 m haut et son tronc jusqu'à 4 m de diamètre au-dessus de la base étayée. Les feuilles sont en forme d'aiguilles ou de poinçons et sont longues de 8 à 15 mm pour les jeunes arbres et ce jusqu'à environ 100 ans, puis prenant progressivement une forme d'écaille de 3 à 7 mm de long, sur les arbres matures. Les cônes sont petits, longs de 15 à 25 mm de long et comptent environ 15 à 30 écailles fines et fragiles, chaque écaille ayant deux graines.

## Histoire
Le genre tire son nom de l'île de Taïwan, d'où la communauté botanique le connait depuis 1910.
Le bois est doux, mais durable et agréablement parfumé. Il était autrefois très demandé, en particulier pour la construction de temples et pour les cercueils. La rareté de l'arbre et sa croissance lente dans les plantations font que les approvisionnements légaux sont désormais très rares ; l'espèce bénéficie d'une protection légale en Chine et à Taiwan.

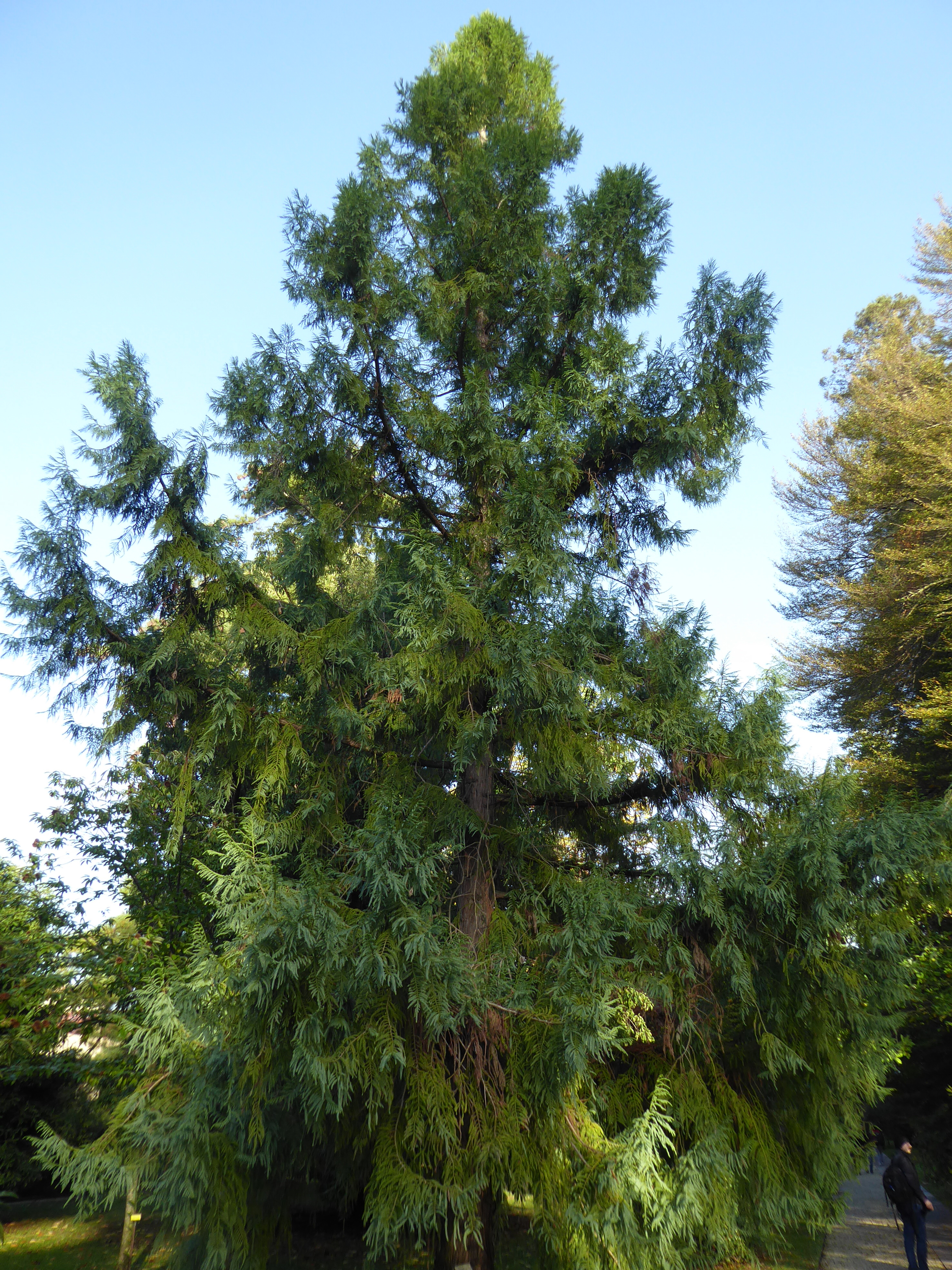
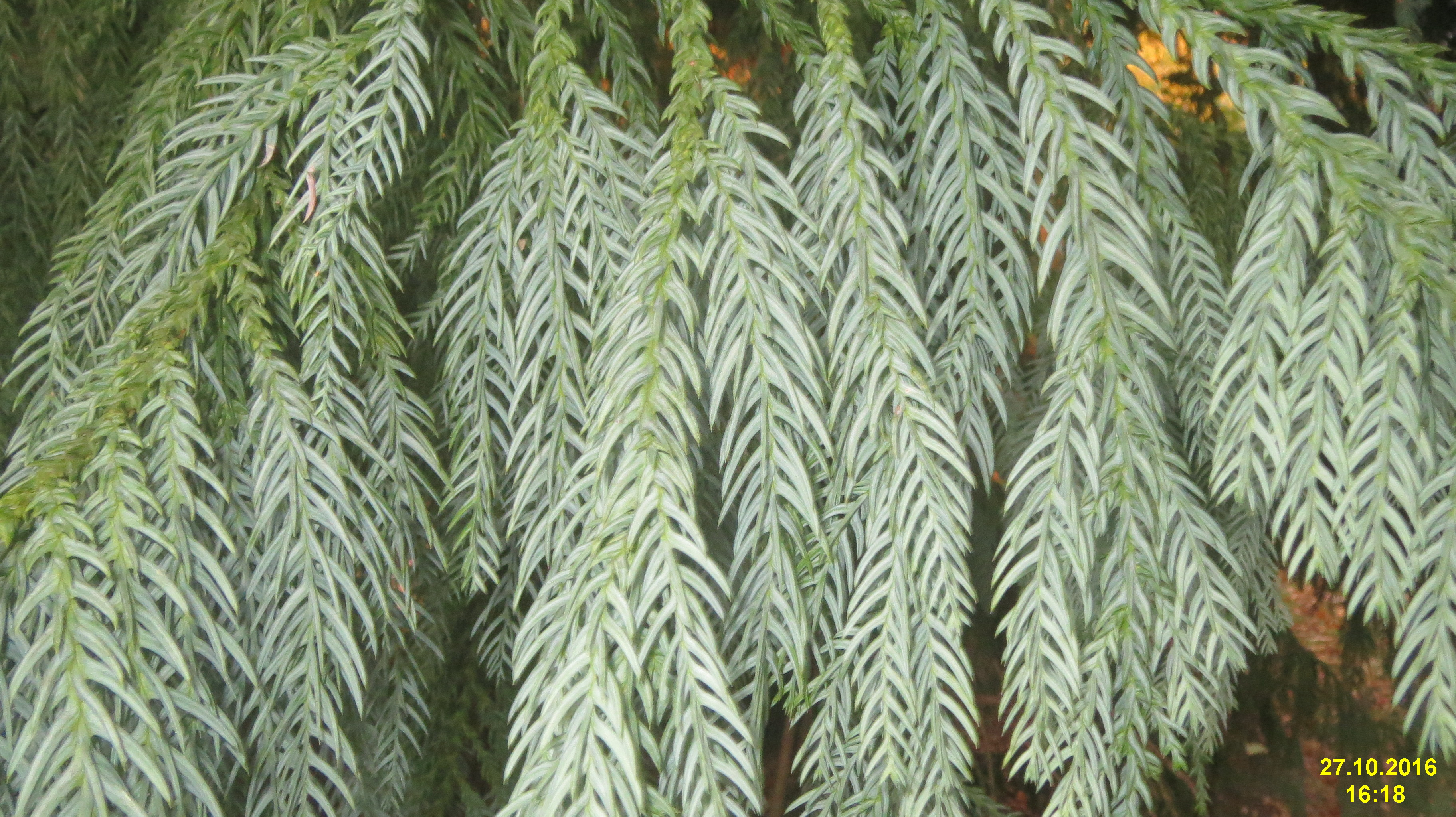
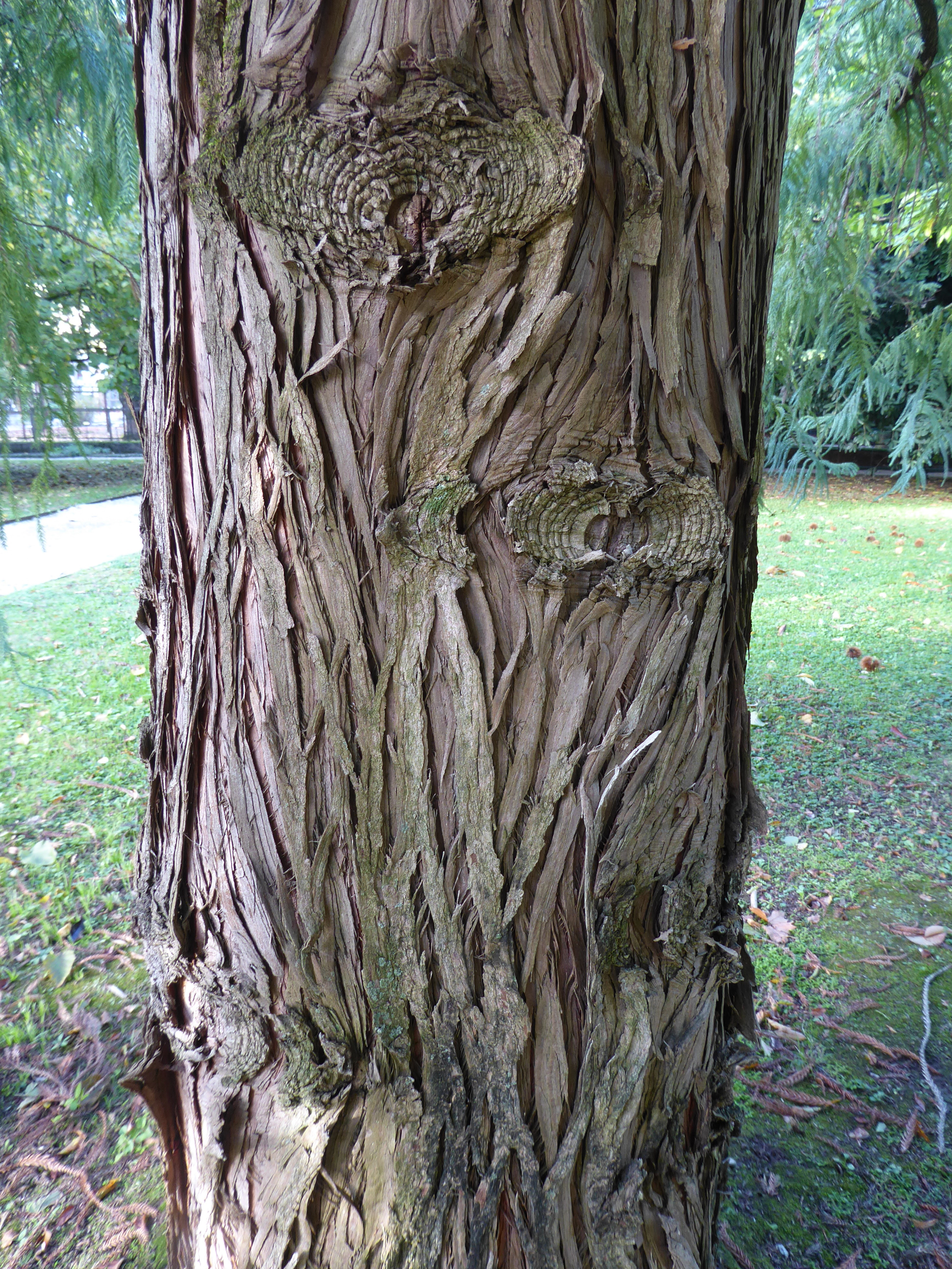

## Divers
Taiwania (es) est également une revue scientifique consacrée à la botanique publiée par l'Université nationale de Taiwan.